# 池袋

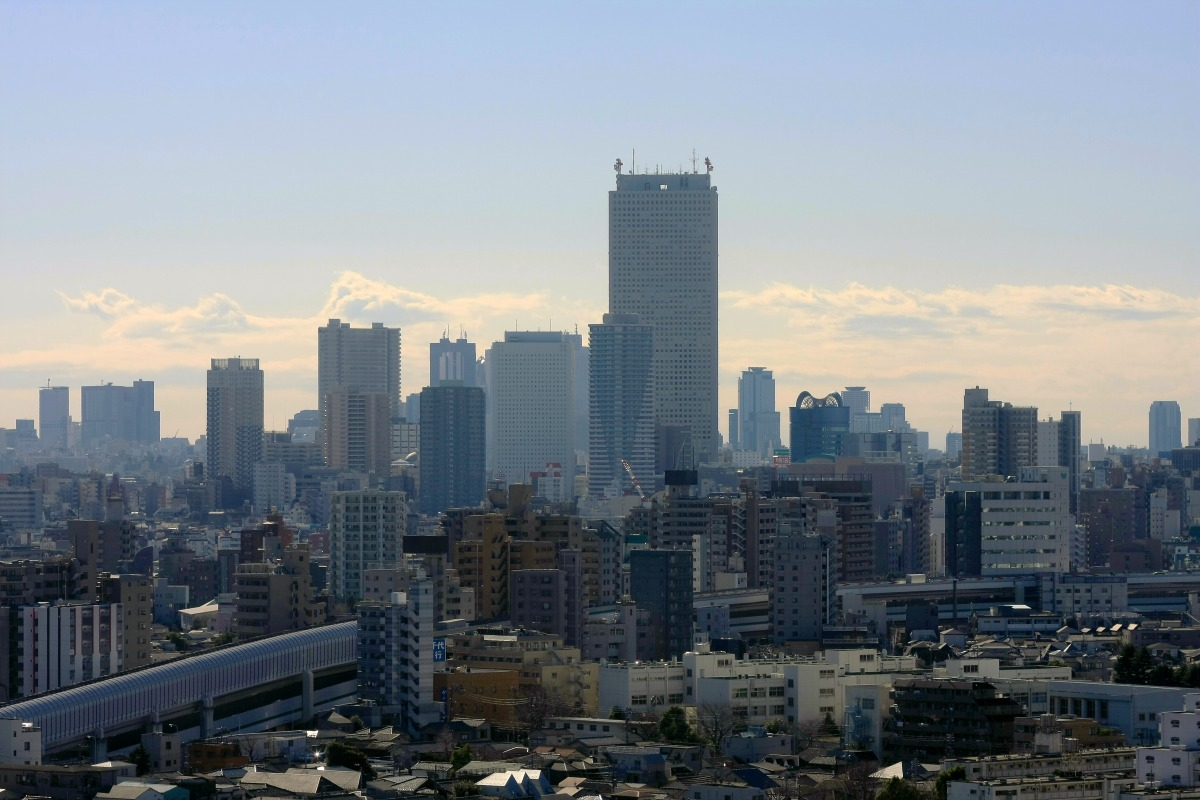
池袋市景。正中央的超高層大樓即為太陽城60大樓

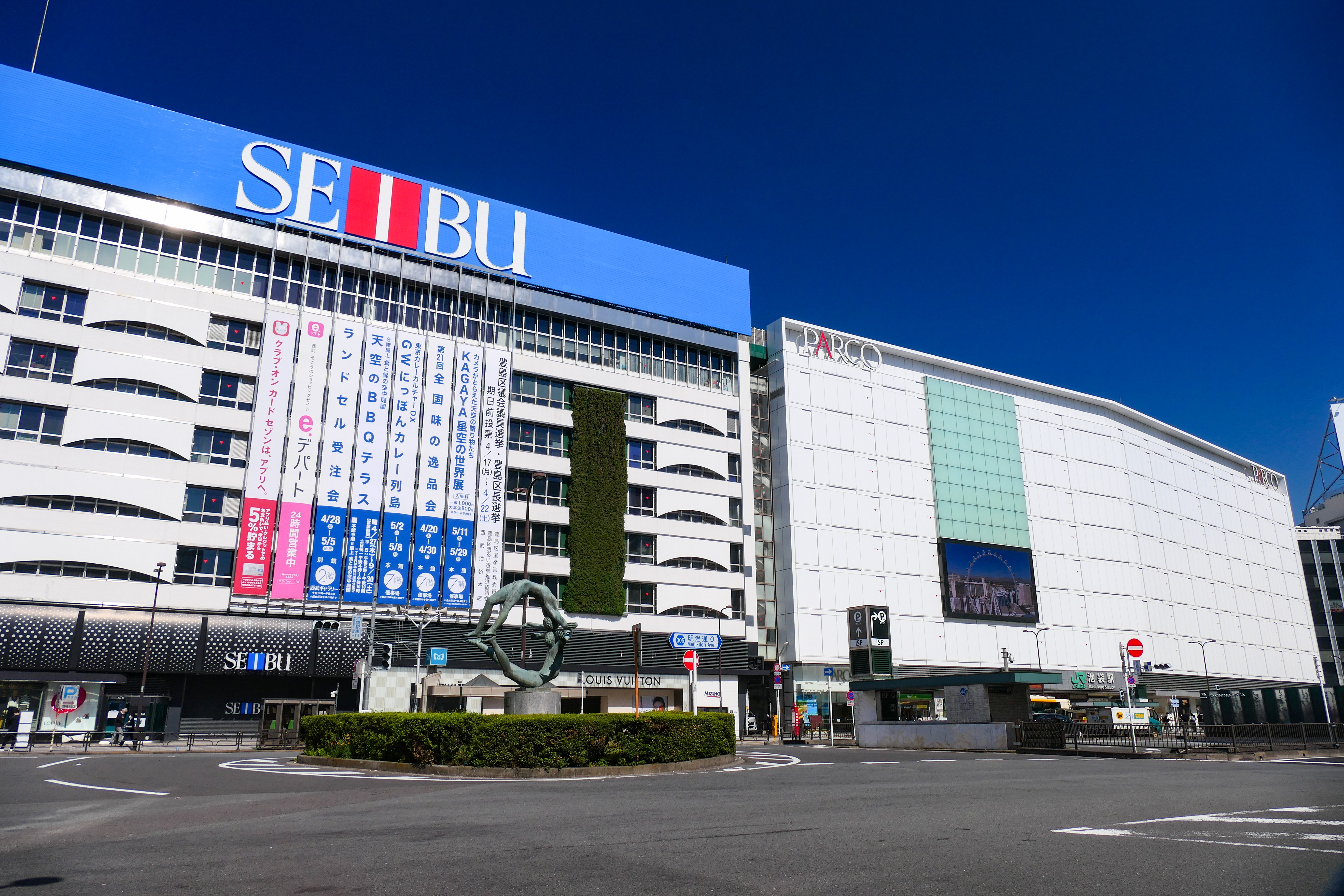
池袋車站東口

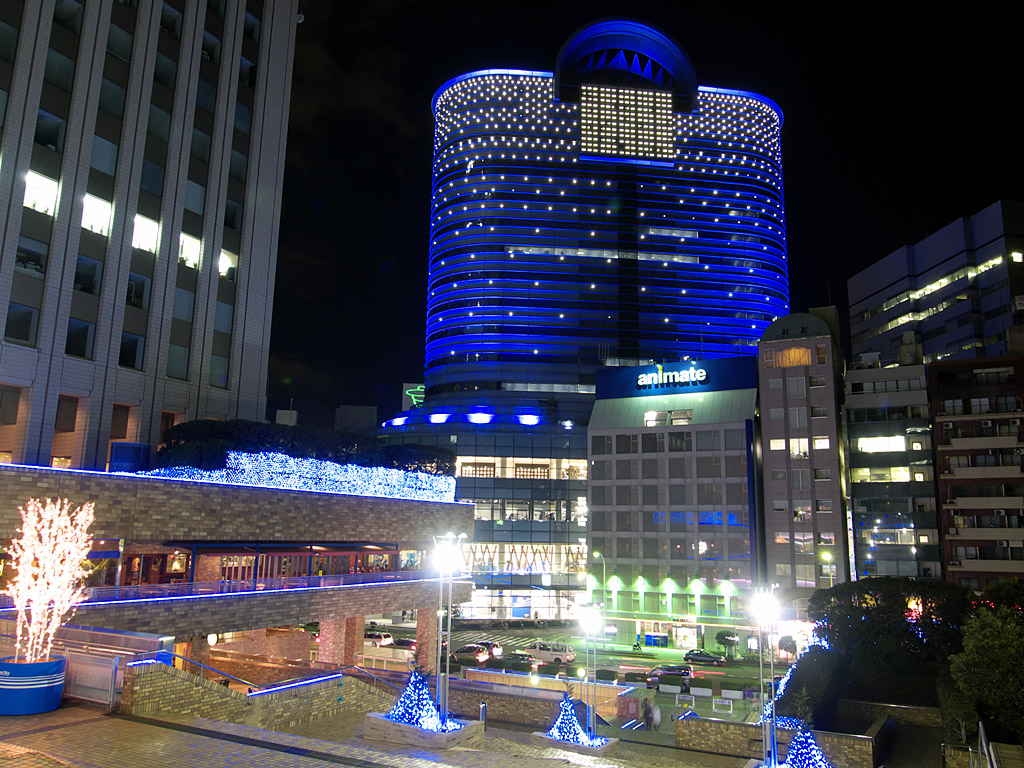
池袋街景。後方藍色建築物是豐田汽車的綜合展示中心，AMLUX

池袋（日语：／ Ikebukuro */?）是位於日本東京都豐島區約中央處的區域，也是東京市區的主要商業及娛樂地區之一，與澀谷、新宿並列為東京三大副都心。池袋有多家大型百貨公司據點、以及東京重要交通樞紐之一的池袋站，亦是豐島區役所（區政府）所在地。

## 概要
池袋與新宿、澀谷並列為山手線的三大副都心之一。以池袋站為中心有多間巨型百貨店（包括各位在車站東口的西武及西口的東武），各類專門店、飲食店與風俗店等。池袋站一日平均所乘載的旅客人數約271萬人（2007年度）。池袋站西口與東口繁華區域廣大。北口與東口陽光通巷內、明治通北側一帶是大規模歡樂街。每日吸引約100萬人來此。由於多條鐵路線交匯於此，池袋吸引不少居住在東京西部、埼玉縣南部及西部的居民在此消費。
西口方面有東武百貨店、LUMINE池袋、東京藝術劇場和池袋西口公園等，東口方面有西武百貨店、池袋PARCO、太陽城、豐島區役所等。
池袋站是八條路線匯合的巨大鐵路站，池袋周邊有明治通、綠色大通、春日通、要町通、劇場通、川越街道等道路。
車站和街道上到處都有「貓頭鷹」像，如同「澀谷的忠犬八公」，是池袋當地的象徵。

### 其他
- 池袋常簡稱為（Bukuro）
- 也有「中國城」之稱[1]。

## 地名由來
現在池袋站西口的大都會酒店一帶（西池袋1丁目），原來有個袋型的水池，稱為袋池（丸池），此為地名的由來。　現在水池已被填埋，元池袋史蹟公園可見地名由來與水池介紹。

## 歷史
古時為武藏國豐嶋郡池袋村，戰國時代的古文書《小田原眾所領役帳》（永祿2年、1559年）內曾記載「太田新六郎 知行 三貫五百文 池袋」，後成為周邊地名。
明治時期，1889年實施町村制，屬巢鴨村。
但是，池袋過去是稱不上繁榮的農村地帶，一直到鐵路通車後才快速發展。1885年，經營上野站〜前橋站的私鐵業者日本鐵道，為接續官營鐵路（新橋站－橫濱站）而開設現屬赤羽線、山手線（埼京線）的赤羽站－品川站路線。但是此時池袋尚未設站。
之後，1903年建設往田端站的支線。當初預定以目白站作為分歧點，但因地形問題而將分歧點改到池袋，池袋站開設。但是站外的農田景色仍未改變。
大正至昭和時期，東上鐵道（今日的東武東上本線）與武藏野鐵道（今日的西武池袋線）進入池袋，是池袋發展成繁華街的起點。後因無法延伸都心，因此池袋成為鐵道起點。此時王子電氣軌道（今日的都電荒川線）與山手線交會的大塚站周邊快速發展，池袋因豐島師範、立教大學等學校設立成為文教區。
1933年，白木屋與京濱急行電鐵共同設立的京濱百貨店（1930年代名為菊屋）在池袋站開店。東京市電在1939年延伸至池袋站前，成為重要交通節點。菊屋在1940年被武藏野鐵道（現西武鐵道）收購，開設武藏野食糧。武藏野百貨在1949年改名西武百貨店，即今日的西武百貨店池袋本店。1962年，東武百貨店池袋本店在池袋站西口開業，與位於池袋站東口的西武百貨店池袋本店互為競爭對手。

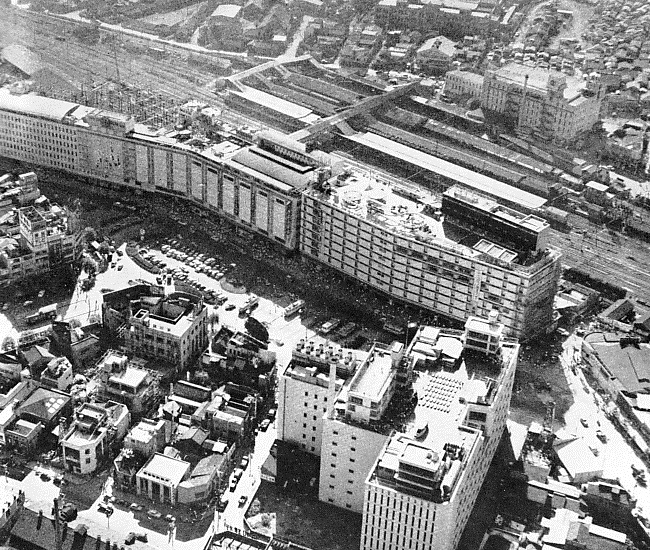
1960年左右的池袋

二十一世纪零零年代，中国移民开始涉足池袋，这波中国移民到来并建立唐人街，即“小上海”或“小广州”。这些移民说普通话和其它方言，之后几十年间，池袋华裔人口更加多样化，不同省份的人蜂拥，进入华埠。
現在名為池袋的地區大部分曾屬西巢鴨町。西巢鴨橋現在位於東池袋二丁目。陽光城的位置，為昔日巢鴨監獄（巣鴨拘置所）的遺址。

## 主要設施

### 東池袋、南池袋
- 陽光城
  - 南夢柯南佳城（日语：ナムコ、ナンジャタウン）
    - 池袋餃子運動場（日语：ナムコ、ナンジャタウン）（池袋餃子スタジアム）

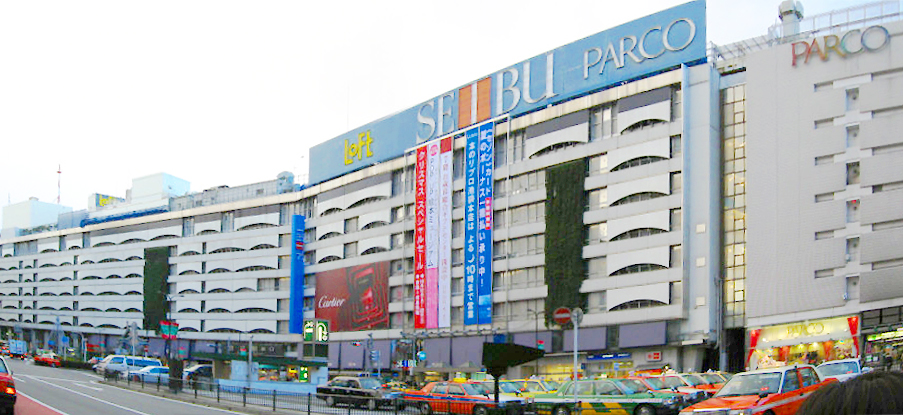
西武百貨店池袋本店

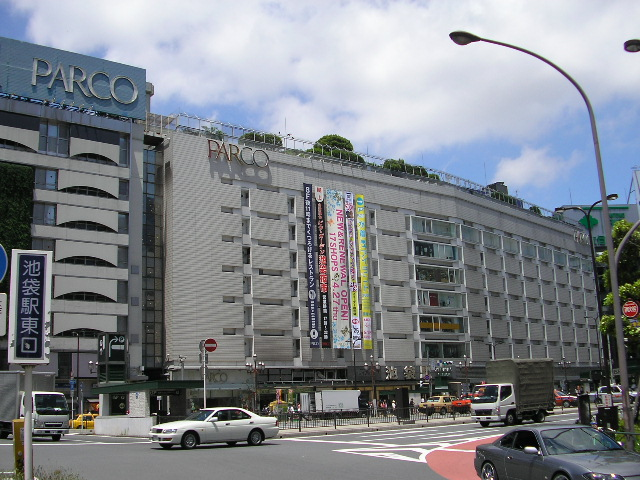
巴而可

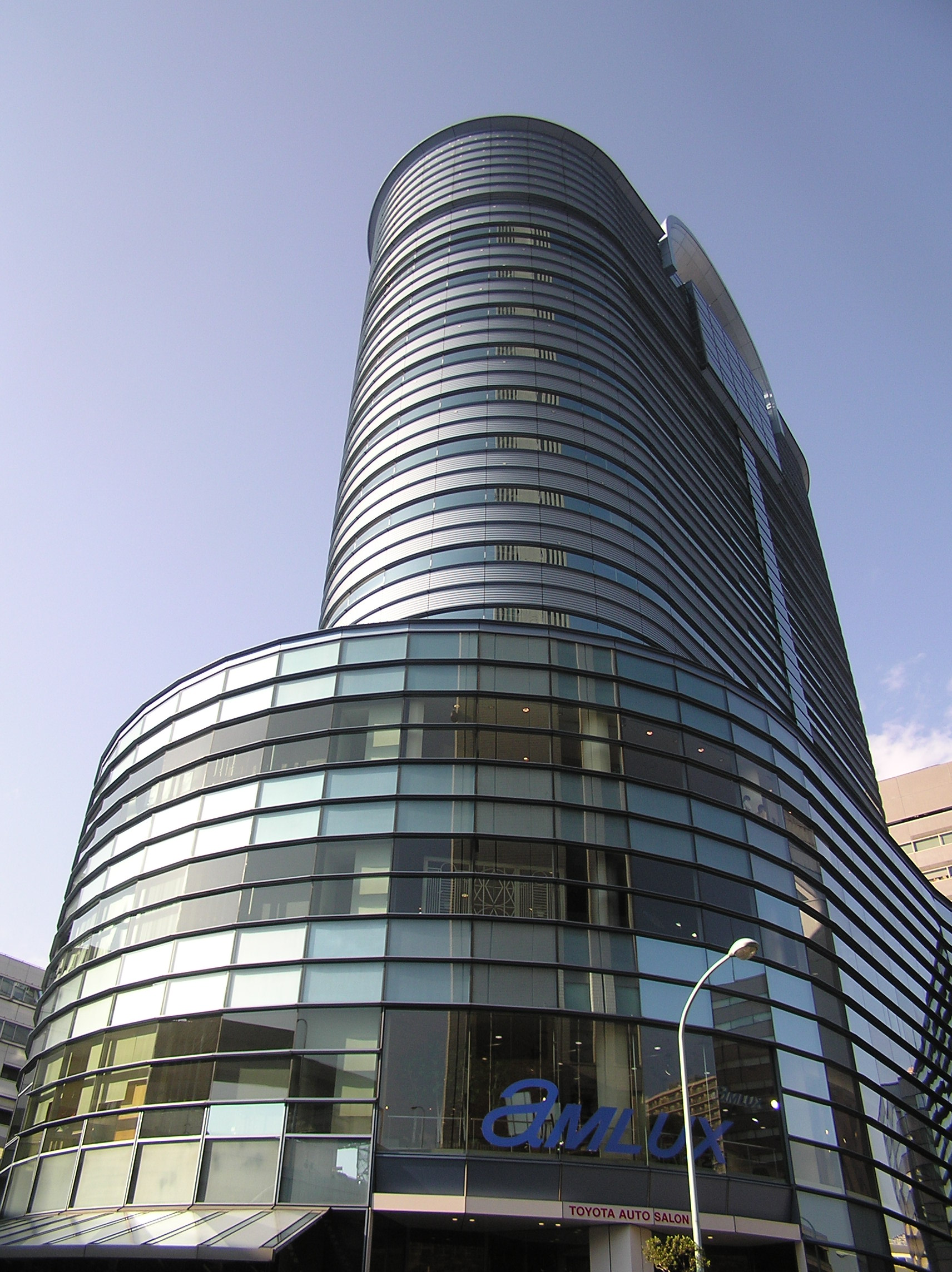
TOYOTA Amlux

    - 冰淇淋城（日语：ナムコ、ナンジャタウン）（アイスクリームシティ）
    - 東京甜點共和國（日语：ナムコ、ナンジャタウン）（東京デザート共和国）

  - 陽光城60…展望台等
  - 陽光城王子大飯店
  - 專門店、美食街alpa
  - 專門店、美食街ALTA（舊三越YOU館）
  - 陽光城水族館（日语：サンシャイン水族館）
  - 柯尼卡美能達天象儀館（日语：コニカミノルタプラネタリウム）滿天
  - 古代東方博物館（日语：古代オリエント博物館）
  - 陽光城劇場（日语：サンシャイン劇場）
  - 舶來橫丁
  - 展示廳A〜D
- 西武百貨店池袋本店
  - 以糸井重里口號「美味生活」聞名的季節文化（日语：セゾングループ）（セゾン文化）發送基地，獲得對時尚感受強烈的女性支持。與新宿伊勢丹並稱為都内人氣首屈一指的高營業額百貨店。
- BIC CAMERA池袋本店、BIC電腦館池袋本店、池袋東口相機館、池袋東口總合館
- 山田電機LABI1日本總本店池袋（舊三越池袋店）、LABI1池袋Mobile Dream館
- 唐吉訶德池袋東口站前店
- 巴而可，P'PARCO（P'パルコ）
  - 池袋年輕人時尚基地。
- Auntie Anne's（英语：Auntie Anne's）池袋東口店
  - 最早登陸日本的蝴蝶脆餅專門店。
- 東急手創館池袋店
- LIBRO（日语：リブロ）池袋本店
- Quraz（日语：キュラーズ）東池袋店
- 淳久堂書店池袋本店
  - 停車位、閱讀座多，來客數不亞於站內的LIBRO、旭屋書店（日语：旭屋書店）、三省堂書店。
- 池袋醫院
- 池袋東大廈（日语：第四銀行）
  - LIBRO東池袋店
- 安利美特池袋本店－乙女路旁
- Mandarake池袋本店－少女路旁
- Comic虎之穴池袋店
- Gamers（日语：ゲーマーズ）池袋店
- K-BOOKS（ケイ、ブックス）池袋動畫館，池袋漫畫館
- TOYOTA Amlux
- 豊島公會堂
- 造幣局東京支局
- 東京音樂大學
- 帝京平成大學（日语：帝京平成大学）
- 東池袋中央公園（日语：東池袋中央公園）
- 雜司谷靈園

### 西池袋、池袋
- 東武百貨店池袋本店

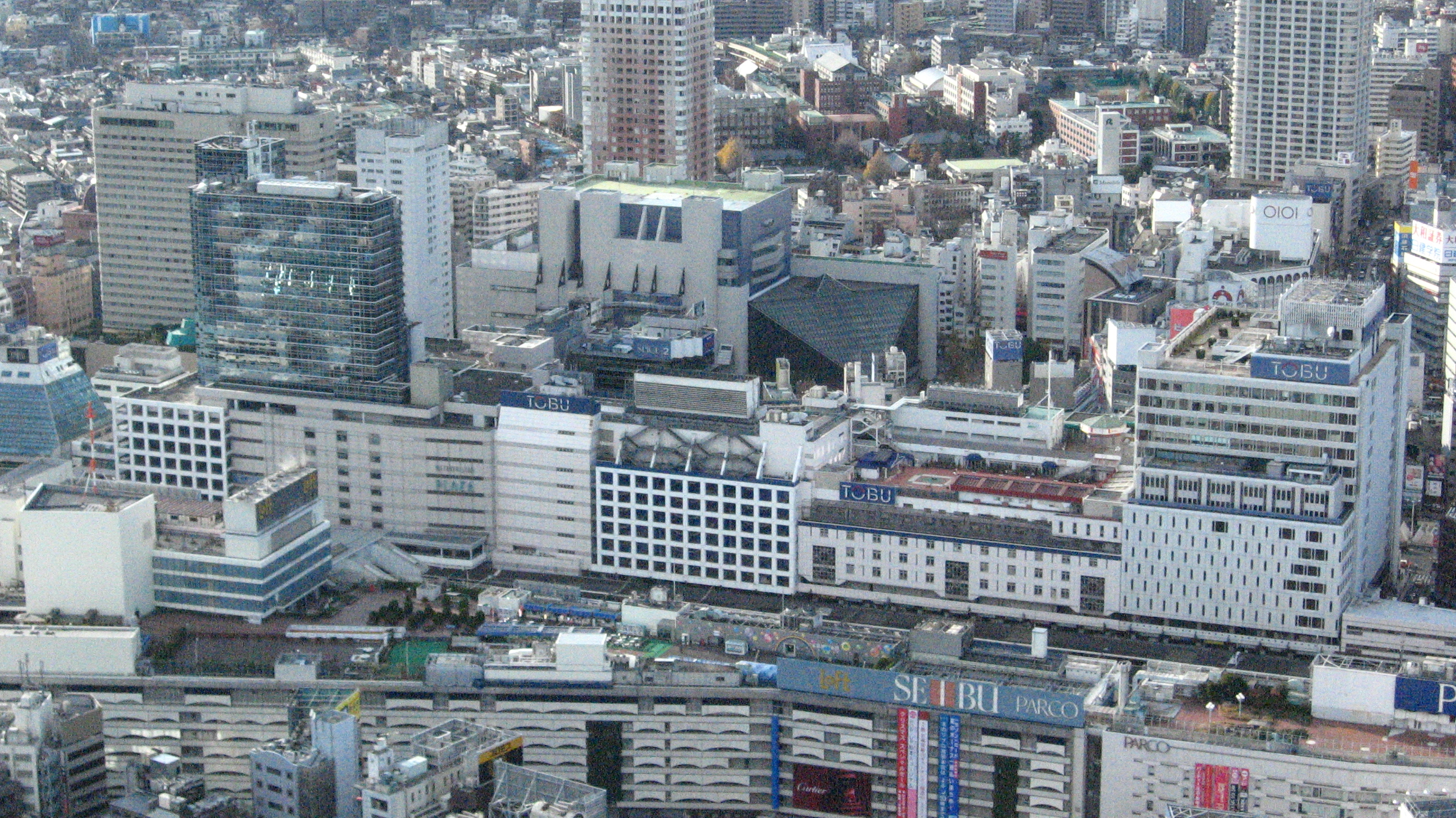
東武百貨店池袋本店

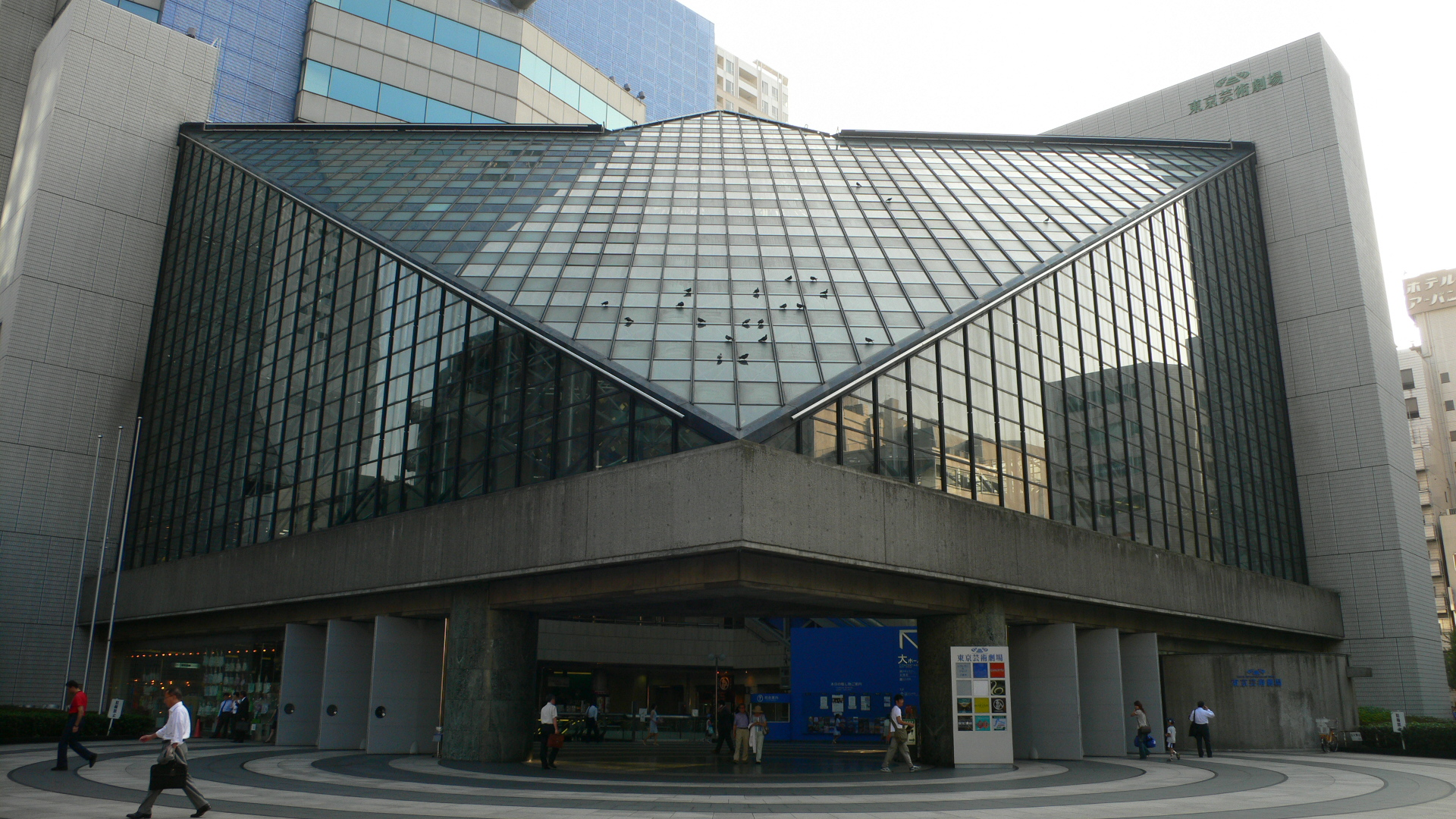
東京藝術劇場

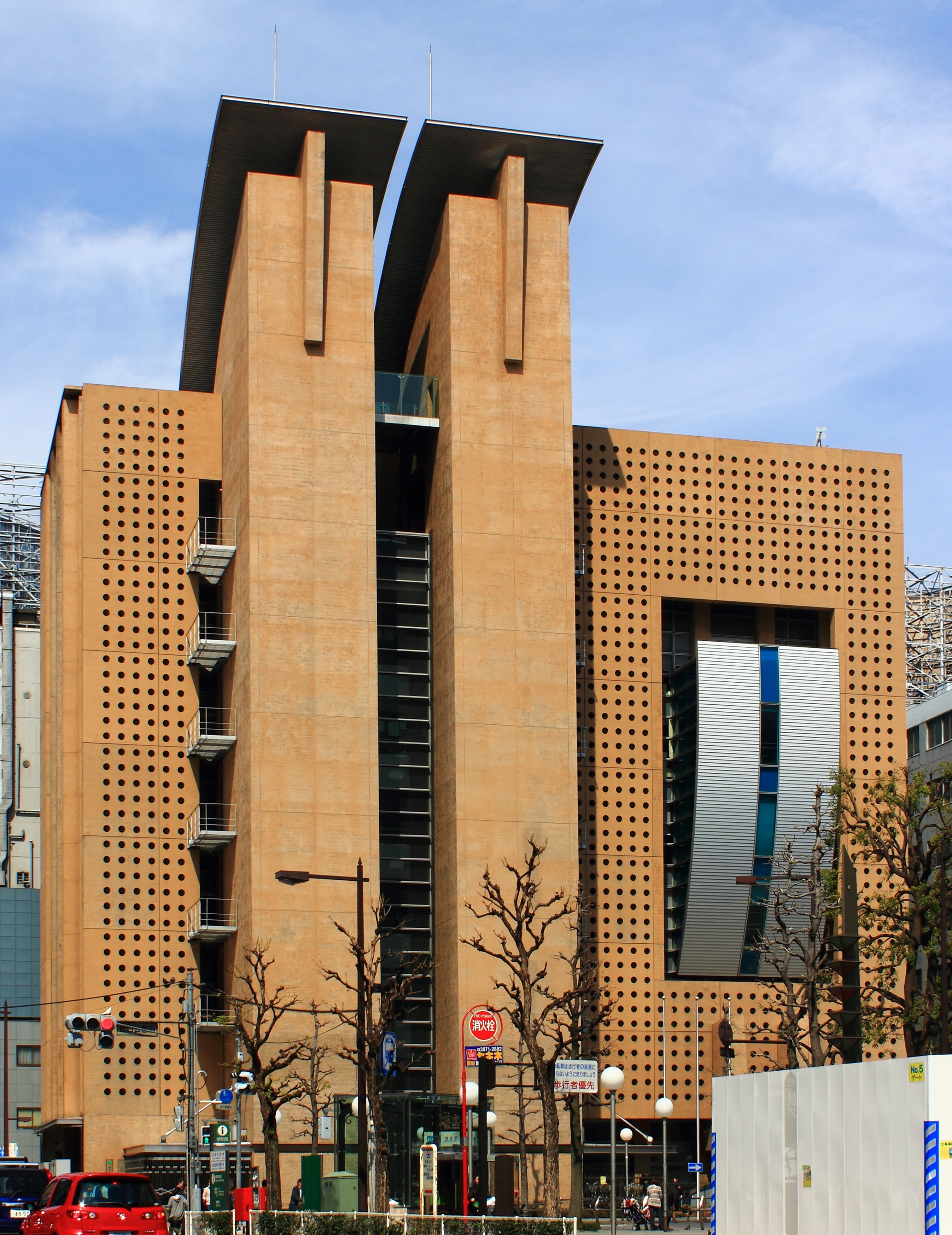
東京都豐島合同廳舍

  - 都内賣場面積最大的百貨店。與相鄰的LUMINE池袋組成日本内最大規模的商業設施。和洋中式55家店舗是都內最大規模的美食街，營業至晚上11時（與其他樓層營業時間不同）
- LUMINE池袋
- 大都會大飯店（日语：ホテルメトロポリタン）
- Esola池袋（日语：エソラ池袋）
- 丸井城池袋
- BIC CAMERA池袋西口店
- ROSA會館（日语：ロサ会館）
  - 1945年電影院開館以來，現在是餐飲店，風俗店，漫畫喫茶，運動設施等多樣化娛樂中心。
- 知音本店
  - 池袋北口的本店是大型中華物販店。有知音書店、知音中國食品、知音食堂、知音旅行社等廣泛連鎖店。
- Club House Wedding Reviera東京（クラブハウスウェディング、リビエラ東京）
  - 立教通旁的結婚式場。
- 自由學園明日館
  - 美國建築大師法蘭克·洛伊·萊特設計，重要文化財指定。
- 江戶川亂步居宅
- 神秘文學資料館
  - 光文社大樓一樓，展示著名神秘文學作家的收藏品與原稿。位於站西口要町通北。
- 池袋警察署（日语：池袋警察署）－包含繳納交通違規罰金的池袋通告中心。
- 池袋防災館－於池袋消防署内，設有災害模擬體驗區。
- 豐島區立鄉土資料館
- 東京藝術劇場
- 立教大學
- 極真會館－極真空手道總本山
- 池袋西口公園
- 光文社
- 東京都豐島合同廳舍（豐島法務局）
- 豊島清掃工場（日语：豊島清掃工場）

## 繁華街
池袋車站東西口是廣大的繁華街。近年南口地區繁華街也不斷擴展，BEAMS與日本愛迪達、星巴克等商店也不斷增加。此外，中華系店舗密集的北口地區有成立東京中華街的構想。

### 東口
車站東口有西武百貨店、PALCO、陽光城、BIC CAMERA、山田電機、豐島區役所等，東口一帶繁華街廣大。車站到綠色大通左手邊有陽光60大廈與TOYOTA Amlux。陽光城往陽光60通有餐飲店、電影院、電影院、電子遊樂場等，假日此地為步行街。陽光60通沿線、三越西側是廣大的歡樂街，有坐檯小姐、脫衣舞劇場、風俗店等。
東口還有巴而可、P'PARCO（P'パルコ）、陽光城alpa、ALTA等。池袋內淳久堂書店、LIBRO等書店聚集，形成都內書店的一級戰區。池袋也是聚集10間以上CD店的音樂激戰區，拉麵、迴轉壽司等美食激戰區。不同於神田神保町或早稻田舊書店密集，以大型新刊書店為主的東西池袋是次於神田新保町，展現不同樣貌的「書街」。
- 西武百貨店是東口地標，也是百貨店龍頭。很早就引進愛馬仕、拉爾夫·洛朗等歐美知名品牌，曾為知名季節文化（日语：セゾングループ）的發送基地，獲得對時尚感受強烈的女性支持。與新宿伊勢丹並稱為都內人氣首屈一指的高營業額百貨店。此外，西武的百貨地下賣場（デパ地下）是日經MJ（日语：日経MJ）2002年調查最受歡迎的首都圏百貨地下賣場。

- 陽光城是包括設有展望台的超高層大樓「陽光城60」、都市型主題園區「南夢柯南佳城（日语：ナムコ、ナンジャタウン）」、「陽光水族館」、「柯尼卡美能達天象儀館“滿天”」、「陽光劇場」、「美食街alpa、ALTA」、「王子大飯店」等組成的複合都市。近年、「按摩之森」、「冰淇淋城」、「泡芙田」、「餃子運動場」等主題園區陸續開幕。alpa的噴水廣場不定期舉行各種活動。

- 綠色劇場（日语：シアターグリーン）是與澀谷Jean-Jean（日语：渋谷ジァン・ジァン）、自由劇場（日语：自由劇場）、下北澤的本多劇場（日语：本多劇場）並稱的劇場、年輕劇團的登龍門。池袋站東口步行3分。

- 陽光通附近的巷弄內是充滿昭和風情的居酒屋街「ひかり横丁」，北側是「東池袋骨董商會」。每月第2個星期一在池袋站前公園舉行骨董市集。

- 東口繁華街近年隨著副都心線通車，不斷往南北擴展，池袋站東口地下街延伸至陽光城、東池袋4丁目的「東口地下街計畫」、東口站前延伸綠色大通，在南池袋2丁目右轉連結都電荒川線都電雜司谷站的LRT等構想不斷浮現（現在仍處構想階段）。2丁目豐島區役所（日语：豊島区役所）的新廳舍移轉計畫，目前正就地點規模等議題與相關人士協商。此外，現區役所舊址也有建設商業設施的計畫。

- 山田電機在東口開設「LABI池袋店」，靠BIC CAMERA池袋本店、BIC電腦館池袋本店對面，2店間的激烈競爭曾獲媒體報導。2009年10月山田電機LABI1日本總本店池袋在舊三越池袋店開幕，因靠近BIC CAMERA和LABI，再次引起媒體爭相報導。

### 西口
車站西口有東武百貨店、大都會大飯店、丸井、東京藝術劇場、立教大學等。此外還有居酒屋等餐飲店密集的浪漫通（ロマンス通り），ROSA會館、池袋演藝場所在的西一番街中央通。西南區有西池袋公園與立教學院本部，西池袋2丁目〜4丁目、目白3〜5丁目是安靜的住宅區。
- 西口地標東武百貨店是都內賣場面積第一、食品賣場面積日本第一的百貨店。擁有51家店鋪的美食街SPICE，以都內最多店鋪為傲。
- SPICE與大都會廣場7F〜8F的「美食街」24店、東武本館（日语：東武百貨店）B2F〜6F的「咖啡廳」9店、東武本館B2F〜B1F「Eat in」11店、大都會廣場B1F、3F、5F「咖啡廳」3店、東武希望中心（日语：東武ホープセンター）地下街「飲食店」13店合計達111店，是日本與世界最多餐飲店聚集的商業設施。
  - 日經MJ的人氣百貨地下賣場調査名列第3位。與相鄰的大都會廣場合計的賣場面積達102,571m2，是國内最大規模的商業設施。以大理石裝潢展現豪華的氛圍。
- 大都會廣場B1F〜6F以女性衣物和雜貨為中心。建築內還有書店、HMV、無印良品、電影院、放鬆區、銀行、證券公司、郵便局、診所、「租用會議室」等設施。
  - 97%顧客為女性，alpa（日语：アルパ (商業施設)）與ALTA（日语：アルタ）是年輕女性的時尚中心。營業額超越澀谷109百貨。
- 西口圓環旁的池袋西口公園是作家石田衣良的同名小說筆下之主要場景，TBS電視劇曾改編為電視劇，在該公園拍攝。

- 藝術劇場西側、劇場通之間是西池袋公園，西口五差路交差點西南角是丸井百貨，周邊有咖啡連鎖店（EXCELSIOR CAFFÉ（日语：エクセルシオール_カフェ）、Doutor Coffee、CAFÉ VELOCE（日语：カフェ・ベローチェ））與各種餐飲店。五差路交差點附近有家庭餐館Jonathan's（日语：ジョナサン (ファミリーレストラン)）（五差路交差點東南角）、Denny's（日语：デニーズ (日本)）（劇場通往北的西側道路旁）。西池袋公園內有結婚式場「Reviera白雲閣」與立教大學。
- 池袋西口站前至池袋西口公園地下室有樂町線與副都心線池袋站。2009年3月Echika池袋（日语：エチカ (商業施設)）在車站中央大廳開業，2009年11月Esola池袋（日语：エソラ池袋）在車站上層開業。Echika池袋西邊有大正8年創業的老舗漢方藥局「池袋一二三堂薬局」。

### 北口、南口
南北延伸的池袋站將池袋切為東西兩側。與東口、西口相比，北口、南口使用率較低。
- 北口有廣大的歡樂街，眾多餐飲店與俱樂部、風俗店等林立，呈現與新宿歌舞伎町相似的氛圍。此外，大型中華物販企業知音本店，加上本地多家華文書店、中華料理店等超過200間中華系商店聚集，形成有池袋中國城之稱的迷你中華街[3]。
- 南口有西武百貨店池袋本店南口、LIBRO書店（日语：リブロ）池袋本店與西武百貨店停車場。此外，淳久堂書店池袋本店等大型書店林立。以明治通為中心聚集不少餐飲店，目白方向則是安靜的住宅區。

### 東口、西口的連絡
- 池袋站內共有南、中央、北3個東西地下自由通路連結。池袋站北側北口和山田電機附近有雜司谷隧道（日语：雑司が谷隧道）。
- 與其他都内繁華街（新宿站、澀谷站）相比，池袋被鐵道分割的情況更為嚴重。東西兩方汽車幾乎沒有流通，僅有少數的に百貨連絡巴士。池袋站西口、東口的巴士路線也不相同。

## 治安
池袋犯罪在全国排名30，东京排名第5。 （页面存档备份，存于）

## 演劇與電影街
池袋劇場多，僅次於新宿、下北澤、銀座，加上此地的演劇、音樂專門學校、舞台藝術學院，培養出許多演員。

### 主要劇場
東京藝術劇場
大廳、中廳各1，小廳2間共四間，並設有展示藝廊。大廳是以交響樂團為主的表演廳，座位數1999。。中廳座位數841，演劇、歌劇、芭蕾舞等為主。小廳座位數300，定位為多功能表演廳。西口站前步行1分。2011年10月改建工程中。
陽光劇場
座位數832。東口陽光城內。步行10分。
綠色劇場
與澀谷Jean-Jean、下北本多劇場並列為年輕劇團的登龍門。有大、中、小3廳。東口步行3分。
池袋小劇場
座位數80。西口步行5分。
池袋演藝場
國内現存5個常設寄席劇場之一（都內4個、大阪1個）。西口步行3分。

### 主要電影院
- 池袋陽光電影院（日语：シネマサンシャイン）
- CINE LIBRE（日语：シネリーブル）池袋
- 池袋HUMAX CINEMA（日语：ヒューマックスシネマ）4（池袋HUMAXシネマズ4）
- 池袋東急（日语：東急レクリエーション）
- Cineroman（シネロマン）池袋
- Cinema Rosa（日语：ロサ会館）（シネマ・ロサ）
- 新文藝坐（日语：新文芸坐）（名畫座（日语：名画座））

## 文豪、寺院巡禮

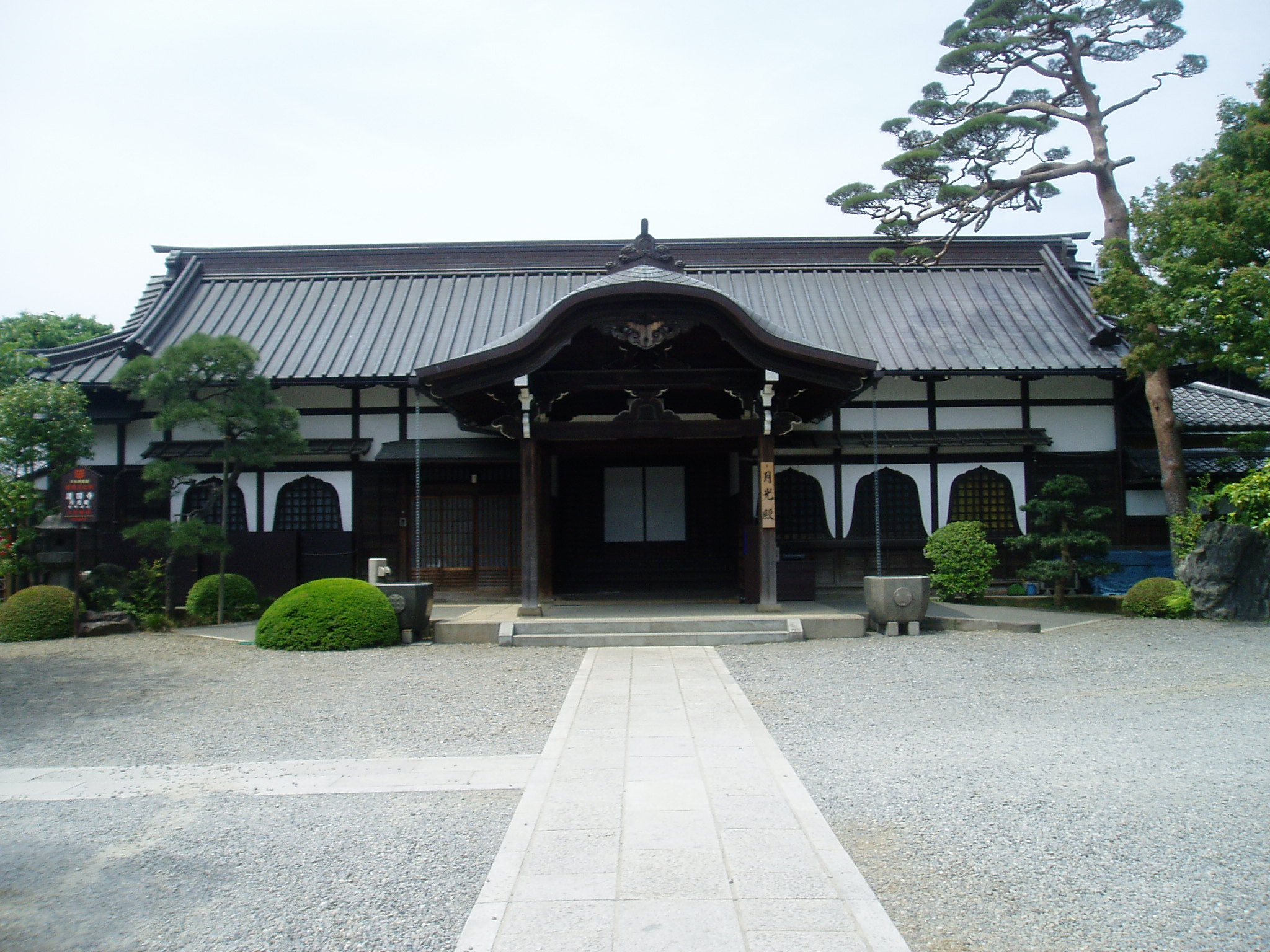
護國寺月光殿

雜司谷靈園
夏目漱石、泉鏡花、竹久夢二、小泉八雲、永井荷風、約翰萬次郎、金田一京助、東條英機等人永眠地。
鬼子母神
護國寺
1681年（天和元年）5代將軍德川綱吉之母、桂昌院發願所建立。都內唯一木造大寺院建築的本堂與月光殿被指定為重要文化財。

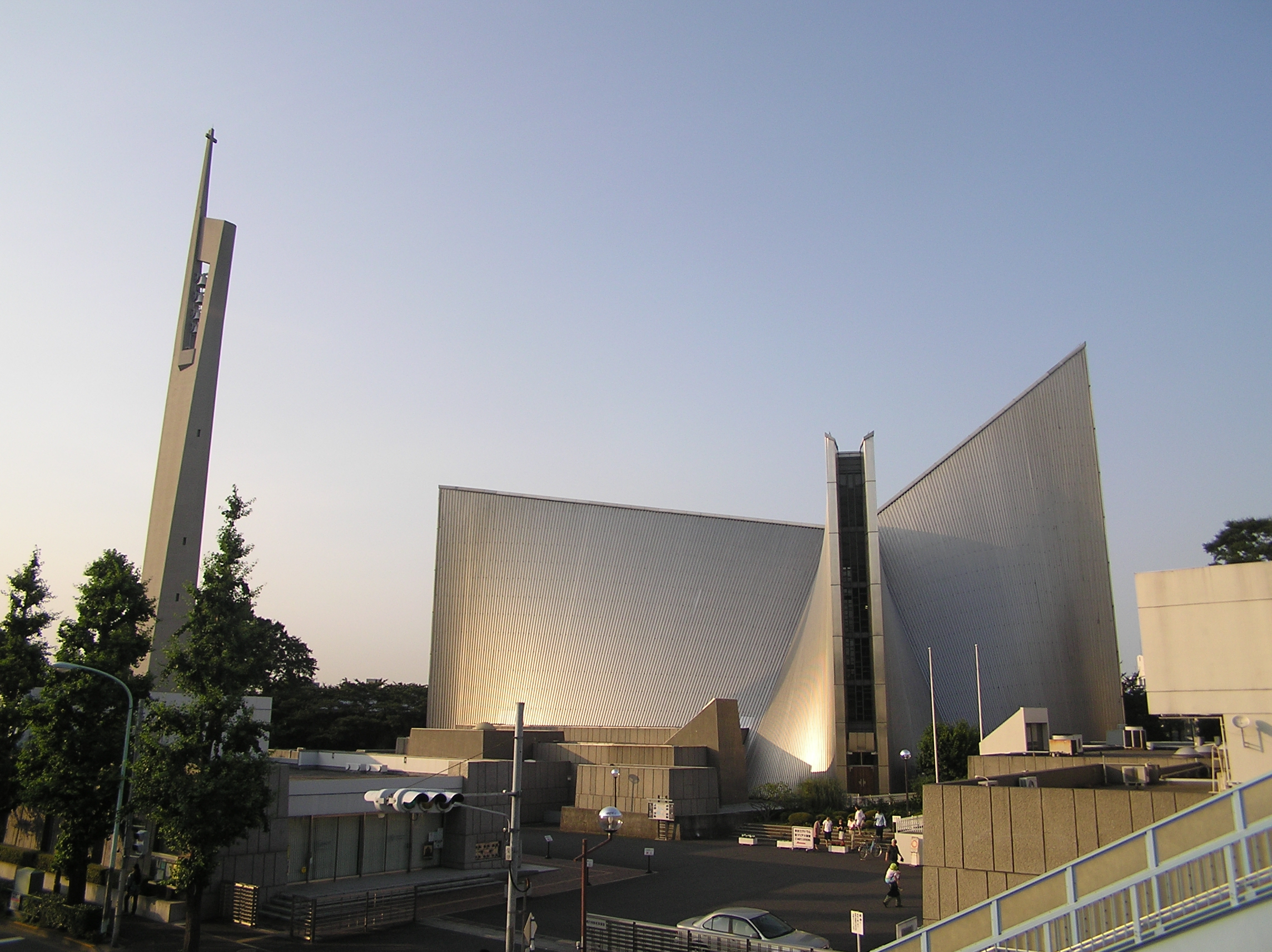
東京聖瑪利亞主教座堂
丹下健三設計的天主教東京大司教區教會。
江戶川亂步居宅
慈眼寺、染井靈園
最近的車站是JR巢鴨站。芥川龍之介、谷崎潤一郎葬於慈眼寺，高村光太郎、二葉亭四迷葬於染井靈園。

## 文化

### 池袋蒙帕納斯
- 大正期至昭和戰前，現在的椎名町與東長崎（日语：東長崎）一帶建立超過100戶的藝術工作室。池袋地區畫家、詩人、演員雲集。混血畫家小熊秀雄（日语：小熊秀雄）引用巴黎知名藝術家地區蒙帕納斯，稱之為「池袋蒙帕納斯（日语：池袋モンパルナス）」。
- 過去此地的季節美術館（日语：セゾン美術館）（西武美術館（日语：セゾン美術館））、東武美術館為現代美術與前衛藝術的基地，後因母公司經營困難與百貨店內美術館風潮退去，在2000年代退出市場。
- 擁有西武百貨店、PARCO等的季節集團（日语：セゾングループ）引進最新的歐美品牌與時尚、裝置藝術等，被稱為「季節文化」風靡一時。
- 層展出許多名畫的「文藝坐」在1990年代末期閉館，之後以「新文藝坐」復館。
- 作家江戶川亂步居宅在西池袋。

## 教育

### 通信制高校、通信制大學學習中心
- 鹿島學園高等學校通信制課程東京校（日语：鹿島学園高等学校通信制課程東京校）
- 八州學園高校
- 東京福祉大學

### 預備校
三大預備校（河合塾、駿台預備學校、代代木Seminar）、四谷學院、城南預備校、早稻田塾、大宮預備校、武藏高等預備校、御茶之水Seminar、看護醫療專門的東京學院、設有醫學系的總和預備校早慶外語Seminar、專注在資格與社會人入試的東京LEGAL MIND（LEC）、TAC、大原學園（資格的大原）等，集合了多間預備校與資格系學校，加上小中進學受驗校，是日本首屈一指的補校戰區。

## 發源
- 西武百貨店－池袋店為本店
- 東武－池袋本店（第一間冠上「東武」的百貨店是東武宇都宮百貨店（日语：東武宇都宮百貨店））
- 巴而可－池袋店為1號店
- LOFT－池袋店為1號店
- LIBRO（日语：リブロ）－池袋店為本店
- BIC CAMERA－池袋為本店
- 大戶屋（日语：大戸屋ホールディングス）－發源自池袋
- 起司熱狗麵包（チーズドッグ）自池袋推廣至日本全國。
- 俱樂部孃發源自池袋。歌舞伎町、六本木並列「3大俱樂部孃都市」。
- 佐久間糖－本社在池袋
- 安利美特－池袋店為本店、一號店
- 大山道場（日语：大山道場）－極真會館前身。日本實戰空手道（フルコンタクト空手）發源地。

## 住所上地名的池袋
池袋是豐島區的町名，下分池袋一丁目至池袋四丁目。人口14,998人。郵遞區號171-0014(池袋二丁目-池袋四丁目)，170-0014(池袋一丁目)。

### 概要
本町是由JR線、川越街道、山手通、要町通所包圍的區域，相鄰的町有同區西池袋、上池袋、池袋本町、板橋區中丸町、南町、同區高松、要町。
町內車站有池袋站（東京地下鐵副都心線）、要町站（東京地下鐵有樂町線，副都心線），重要出入口有連繫豐島清掃工場與東池袋的池袋大橋出入口、首都高速5號池袋線的北池袋出入口。
一般的「池袋」指的是池袋站為中心往東口、西口延伸的繁華街總稱，地名的「豐島區池袋」是西北方的地區，為「池袋」繁華街的一角，遠離車站而靠近住宅區。
池袋有埼京線、東武東上線、西武池袋線、副都心線、湘南新宿線等往埼玉縣的鐵路，特別是在東武東上線與西武池袋線沿線的埼玉縣民在還無法搭乘通往澀谷的副都心線前，池袋是實際上的東京入口，非常多埼玉縣民在池袋活動。

### 主要交通網

#### 鐵路站
- 池袋站
- JR東日本
  - 山手線－內回（上野、東京方向），外回（新宿、澀谷方向）
  - 埼京線－大宮、川越（川越線直通）、新宿、大崎、新木場（臨海線直通）方向
  - 湘南新宿線－宇都宮、小田原、逗子、高崎方向
  - 成田特快－成田機場方向
  - 東武日光線直通特急「日光」「鬼怒川」－栃木、新鹿沼、下今市、東武日光、鬼怒川溫泉方向
  - 超景踊子－往熱海、伊豆急下田方向

- 東京地下鐵
  - 丸之內線－茗荷谷、後樂園、東京、銀座方向
  - 有樂町線－小竹向原、和光市、新木場方向
  - 副都心線－小竹向原、新宿三丁目、澀谷方向

- 西武鐵道
  - 池袋線－所澤、飯能、西武秩父方向

- 東武鐵道
  - 東上本線－成增、川越、小川町方向

- 要町站（東京地下鐵）
  - 有樂町線－小竹向原、和光市、飯田橋、永田町、有樂町、豐洲、新木場方向
  - 副都心線－小竹向原、和光市、雜司谷、新宿三丁目、澀谷方向

#### 路線巴士
- 國際興業總合案内所停留所、池袋二丁目停留所、要町站停留所（國際興業巴士（日语：国際興業バス））
  - 池02、池04、池05、池07、其他系統－池袋站西口方向
  - 池02、池82系統－熊野町循環
  - 池03、池20、池21、池83系統－池袋站西口方向
  - 池03、池83系統－要町循環
  - 池04、池84系統－中丸町循環
  - 池05、池85系統－日大醫院（日语：日本大学医学部附属板橋病院）方向
  - 池07系統－江古田二又方向
  - 池11系統－中野站北口行（國際興業巴士，關東巴士）
  - 池20系統－高島平操車場方向
  - 池21系統－高島平站方向
- 高松郵便局停留所（國際興業巴士）
  - 池02、82系統－熊野町循環
  - 池03、83系統－中丸町循環
  - 池20系統－高島平操車場方向
  - 池20、池21、池03、池83系統－池袋站西口方向
  - 池21系統－高島平站方向
- 池袋四丁目停留所、豐島清掃事務所停留所（國際興業巴士）
  - 光02系統－光丘站方向
  - 光02、赤51、赤97、池55系統－池袋站東口方向
  - 赤51、97系統－赤羽站西口方向
  - 池55系統－小茂根五丁目方向

#### 主要道路
- 國道254號（川越街道）
- 首都高速5號池袋線
- 首都高速中央環狀新宿線
- 東京都道441號池袋谷原線（要町通）
- 東京都道317號環狀六號線（山手通）
- 池袋大橋（日语：池袋大橋）
- 劇場通

### 主要設施

#### 池袋一丁目
- 池袋大橋（日语：池袋大橋）
- 池袋之森（區立公園）
- 長汐醫院
- 京北自動車交通

#### 池袋二丁目
- 區民廣場池袋
- 池袋郵便局
- 巢鴨信用金庫（日语：巣鴨信用金庫）池袋支店
- 群馬銀行池袋支店
- 大和證券池袋西口支店
- 赤札堂（日语：アブアブ赤札堂）池袋店
- EXCELSIOR CAFFÉ（日语：エクセルシオール カフェ）池袋2丁目店
- 東橫INN池袋北口1店，北口2店
- 超級酒店（日语：スーパーホテル）池袋北口都市店
- 立正佼成會

#### 池袋三丁目
- 池袋第三區民集會室
- 豐島區立池袋圖書館
- 豐島區立池袋第三保育園
- 豐島區立池袋第五保育園
- 未來館大明
  - 池袋幼稚園
- 日本香堂（日语：日本香堂）東京工場
- 光文社大樓
- 祥雲寺（日语：祥雲寺 (豊島区)）、功雲寺、洞雲寺
- 御嶽神社

#### 池袋四丁目
- 豐島合同廳舍
  - 池袋勞動基準監督署（日语：労働基準監督署）
  - 法務局豐島出張所
- 池袋第二區民集會室
- 豐島區立池袋小學校
- 池袋四郵便局
- 豐島區立池袋第四保育園
- 池袋泉幼稚園

## 備註
1. ↑  . Record China. 2010-02-16  [2010-02-17]. （原始内容存档于2016-03-10）.中文導報 「華人と国会議事堂の距離はどれほどか」2010年2月15日より
2. ↑  ただし当地は旧雑司ヶ谷村であり、池袋のもともとの中心部だったといえる池袋本町（かつての本村）からは離れているため、この説には異論がある。「袋」には「川と川が合流しているところ」という意味があり、NHK総合テレビ「ブラタモリ　池袋・巣鴨」（2011年1月27日放送）では、村内を流れていた川が合流している、旧池袋村北東部付近（池袋本町4丁目～板橋区板橋1丁目）を地名の発祥に関係した場所と推測している。
3. ↑  共同通信社ニュース特集:北京五輪:池袋に「チャイナタウン」 新華僑の生活支える （页面存档备份，存于） 2008年2月28日
4. ↑  2008年12月1日現在。住民基本台帳より

## 外部連結
- WikiVoyage: 東京/池袋 （页面存档备份，存于）